# Anggut Atas
Anggut Atas is een bestuurslaag in het regentschap Bengkulu van de provincie Bengkulu, Indonesië. Anggut Atas telt 2609 inwoners (volkstelling 2010).